# Правоторов Микола Іванович
Микола Іванович Правоторов (26 травня 1903, село Розказань Балашовського повіту Саратовської губернії, тепер Балашовського району Саратовської області, Російська Федерація — лютий 1976, місто Москва, Російська Федерація) — радянський діяч, голова Ярославського і Воронезького облвиконкомів. Депутат Верховної ради СРСР 2-го скликання. Кандидат економічних наук (1958).

## Біографія
З 1919 до 1921 року служив у Червоній армії, учасник громадянської війни в Росії.
Член РКП(б) з 1919 року.
У 1921—1927 роках — інспектор Балашовського повітового продовольчого комітету; завідувач відділу Саратовського губернського продовольчого комітету; інструктор Саратовського губернського земельного управління; інспектор Саратовського відділення Державного банку СРСР.
У 1927 році закінчив Саратовський державний університет.
У 1927—1928 роках — інспектор «Хлібопродукту» в Казакській АРСР. У 1928—1929 роках — завідувач інспекторського відділу Нижньо-Волзької крайової спілки сільськогосподарської кооперації, член правління Хоперської окружної Спілки хлібної кооперації.
У 1929—1930 роках — інспектор Саратовського відділення Державного банку СРСР. У 1930—1932 роках — керуючий Бійського відділення Державного банку СРСР у Східно-Сибірському краї. У 1932—1934 роках — керуючий Майкопського відділення Державного банку СРСР у Північно-Кавказькому краї. У 1934—1937 роках — директор сектора Івановської обласної контори, заступник керуючого Ярославської обласної контори Державного банку СРСР.
У 1937—1938 роках — начальник планового відділу Ярославського ґумокомбінату.
У 1938—1941 роках — голова виконавчого комітету Ярославської міської ради.
У 1941 році — секретар Ярославського обласного комітету ВКП(б) з будівництва та будівельних матеріалів.
У 1941—1942 роках — заступник начальника політичного управління Приволзького військового округу. У 1942—1943 роках — заступник начальника політичного управління 8-ї саперної армії Південного фронту.
У 1943—1945 роках — 1-й секретар Рибінського міського комітету ВКП(б) Ярославської області.
У 1945—1947 роках — голова виконавчого комітету Ярославської обласної ради депутатів трудящих.
У 1947—1948 роках — керуючий Воронезької обласної контори Державного банку СРСР.
У лютому 1948 — січні 1950 року — голова виконавчого комітету Воронезької обласної ради депутатів трудящих.
У 1950—1951 роках — слухач Курсів перепідготовки при ЦК ВКП(б) у Москві.
У 1951—1953 роках — заступник міністра торгівлі Російської РФСР.
У 1953—1955 роках — начальник відділу цін Міністерства торгівлі Російської РФСР.
У 1955—1968 роках — викладач, доцент кафедри політекономії Московського фінансового інституту.
Помер у лютому 1976 року в Москві.

## Нагороди
- орден Червоної Зірки (16.09.1945)
- ордени
- медалі